# 229
El 229 (CCXXIX) fou un any comú començat en dijous del calendari julià.

## Esdeveniments
- Jianye (Xina): Sun Quan, rei de Wu Oriental es proclama emperador.
- Regne del Bòsfor: Sauromates III succeeix en el tron el seu germà Cotis III.